# Machairodontini

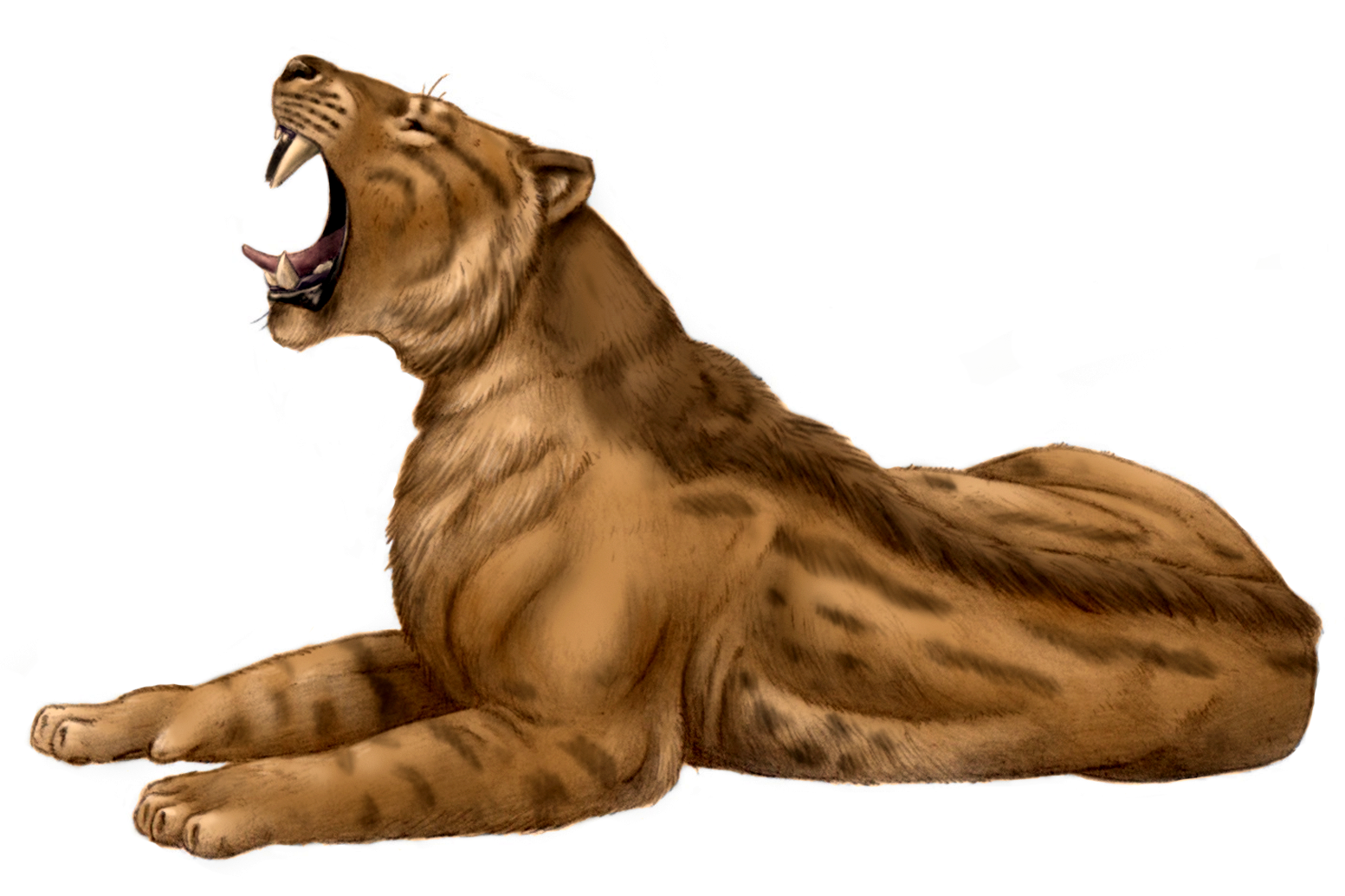
Художня реконструкція махайрода (Machairodus)

Machairodontini (махайроди) — вимерла триба великих шаблезубих кішок підродини махайродових, яке жило в Європі, Азії, Африці та Північній Америці в кінці середнього міоцену.

## Морфологія
Machairodont означає «зуб-ніж», що чудово описує види, які входять до складу Machairodontini. Махайроди були середнього та великого розміру котами, які могли б конкурувати з сучасними левами. Ікла в махайродів коротші та грубо зазубрені, з вертикальним сплощенням. Хоча верхні ікла коротші, ніж у інших більш відомих шаблезубих кішок, таких як Смілодон, вони все ще аномально довгі в порівнянні з іншими зубами на нижній щелепі. Є також простір, що відділяє ікла і премоляри, відомий як діастема. Нижня частина щелепи містить маленькі різці, які розташовані в прямому ряду з великим нижнім іклом. Нижні ікла не такі великі, як верхні й на нижній щелепі також є діастема між іклами і премолярами. Ці доісторичні хижаки мають не тільки довгі верхні ікла, але й подовжені кістки кінцівок, які відрізняються від приземкуватих ніг іншої групи шаблезубих кішок, Smilodontini. Хоча було знайдено не так багато повних скелетів, ці відомі зразки ілюструють довгі кістки кінцівок і коротші хвости. Хвости середньої довжини і не досягають землі, як у сучасних кішок.

## Історія й географія
Найдавніший з махайродів — рід Miomachairodus із пізнього середнього міоцену в Туреччині. Є також види Machairodontini, знайдені в Африці з пізнього міоцену до початку плейстоцену. Махайроди рухалися на Схід під час Валлезіану (11.6–0.9 Ma), коли вони увійшли в Азію ≈ 10 Ma і стали одними з основних хижаків того часу.

## Класифікація
Триба Machairodontini
- Рід Machairodus
  - Machairodus africanus
  - Machairodus aphanistus
  - Machairodus horribilis
  - Machairodus robinsoni
  - Machairodus alberdiae
  - Machairodus laskerevi
  - Machairodus oradensis
- Рід Miomachairodus
  - Miomachairodus pseudaeluroides
- Рід Hemimachairodus
  - Hemimachairodus zwierzyckii